# Вологі тропічні ліси Східної Мікронезії
Вологі тропічні ліси Східної Мікронезії (ідентифікатор WWF: OC0104) — океанійський екорегіон тропічних та субтропічних вологих широколистяних лісів, розташований на островах Мікронезії в Тихому океані.

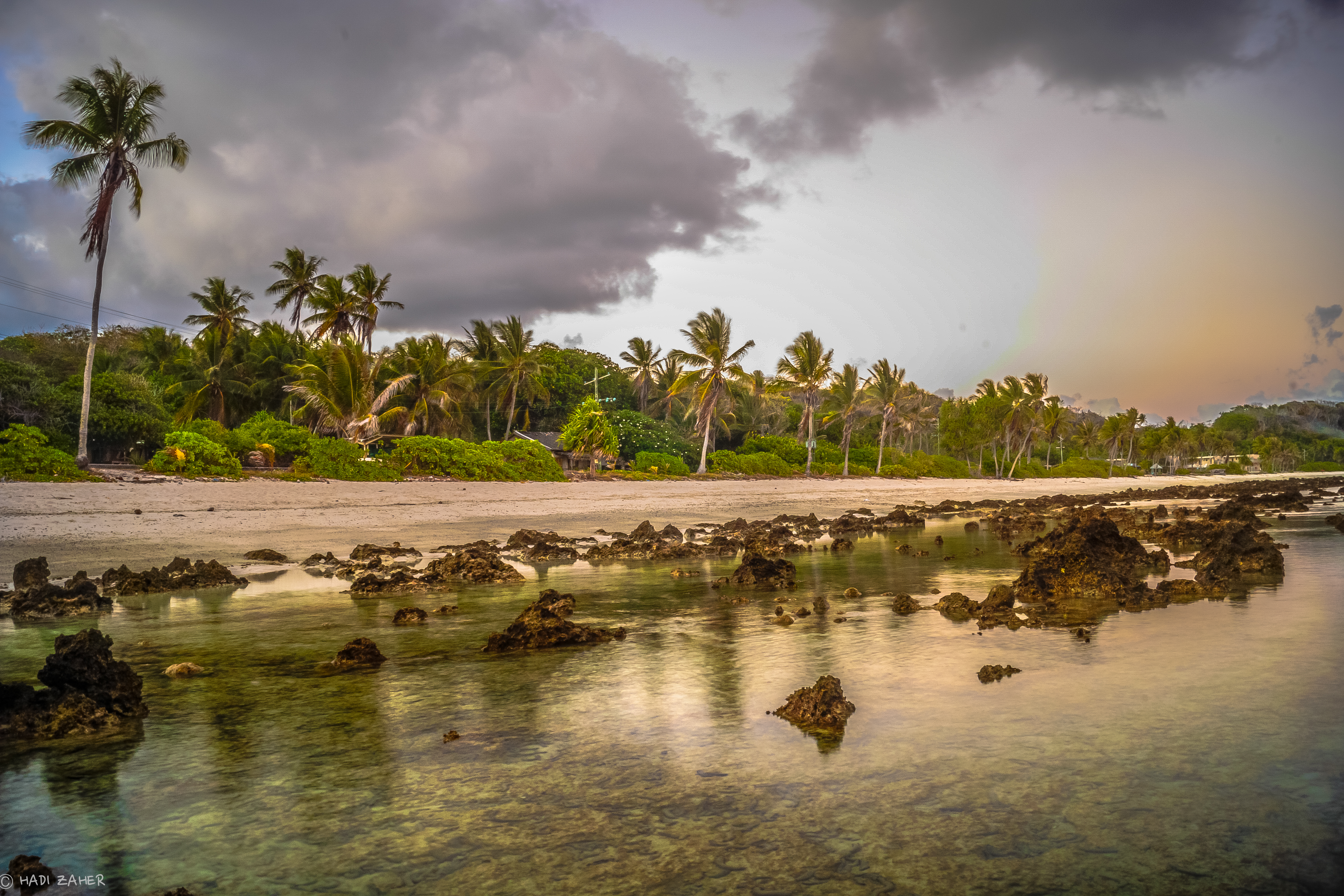
Узбережжя Науру

## Географія
Екорегіон вологих тропічних лісів Східної Мікронезії охоплює низку коралових островів в Тихому океані, що складають східну частину Мікронезії. Він включає Маршаллові острови, острови Гілберта, а також острови Банаба, Науру та Вейк. Більшість цих островів являють собою атоли — невисокі кільцеподібні острови з коралового піску, що утворилися на вершинах згаслих підводних вулканів та підіймаються заледве на кілька метрів над рівнем моря. В центрі їх розташована неглибока лагуна, яка зазвичай сполучена з навколишнім океаном кількома вузькими протоками, що розділяють кільцеподібний атол на кілька менших острівців. Внаслідок тектонічних рухів деякі атоли можуть піднятися на кілька десятків метрів над поверхнею океану, сформувавши підняті атоли, основу яких складають коралові вапняки. 
Республіка Маршаллові Острови включає 30 атолів, що складаються з 1152 островів. Це невисокі коралові вапнякові та піщані острови, а їх найвищою вершиною є пагорб заввишки 10 м на атолі Лікієп. Маршаллові острови утворюють два паралельні архіпелаги, що простягаються з північного заходу на південний схід. Західний архіпелаг Ралік, назва якого з маршалльської мови перекладається як «захід сонця», простягається від Еніветока до Ебона, а східний архіпелаг Ратак або «схід сонця» — від Бокака та Ронгелапа до Мілі. Незважаючи на те, що Маршаллові острови простягаються на 1300 км зі сходу на захід та на 1150 км з півночі на південь, їх загальна площа становить лише 181 км².
На південь та південний схід від Маршаллових островів лежать острови Гілберта, що належать до Кірибаті. Архіпелаг складається з 16 атолів та коралових островів і розділений посередині екватором. На захід від островів Гілберта лежать ізольовані острови Науру та Банаба — підняті атоли, що складаються з коралових вапняків. Науру є незалежною державою, а Банаба є частиною Республіки Кірибаті. На північ від Маршаллових островів лежить атол Вейк, один із Зовнішніх малих островів США.

## Клімат
На островах екорегіону домінує тропічний клімат, який характеризується незначними сезонними коливаннями температури. Центральна частина регіону лежить у пасатному поясі, де випадає найбільше опадів (до 3000 мм на рік). Північні Маршаллові острови та острів Вейк, як і південні острови Гілберта, більш сухі — за рік тут випадає близько 1000 мм опадів. Сезон дощів в регіоні триває з травня по листопад. На Маршаллових островах часто трапляються тайфуни.

## Флора
На островах екорегіону зазвичай зустрічається відносно небагато видів рослин, хоча видовий склад рослинних угруповань та їх багатство варіюється від острова до острова. Так, на відносно незайманому атолі Бокак зростає лише 9 видів рослин, на атолі Арно — 44 види, а на піднятому вапняковому острові Науру — 63 місцеві види рослин. Зазвичай на атолах, які є домінуючим типом островів екорегіону, переважають прибережні чагарники, зокрема покрівельні пандани (Pandanus tectorius), самоанські терміналії (Terminalia samoensis), морські ранди (Guettarda speciosa) та прибережна капуста (Scaevola taccada).
На кам'янистих ґрунтах у внутрішніх районах островів ростуть дерева висотою від 6 до 30 м, які утворюють вологі тропічні ліси. Серед дерев та чагарників, поширених в цих лісах, слід відзначити азійську баррингтонію (Barringtonia asiatica), деревоподібний геліотроп (Heliotropium arboreum), дерево маго (Hernandia sonora), супротивнолисту охросію (Ochrosia oppositifolia), борнейський тик (Intsia bijuga), покрівельний пандан (Pandanus tectorius), морську ранду (Guettarda speciosa), велику пізонію (Pisonia grandis) та прибережну кордію (Cordia subcordata). В розрідженому підліску зустрічаються молоді дерева, папороті, зокрема гніздові селезінники (Asplenium nidus), та зарості пеперомії (Peperomia spp.). На піщаних ґрунтах ближче до лагун ростуть гаї великої пізонії (Pisonia grandis).
Також на піщаних ділянках коралових островів Східної Мікронезії ростуть тиморські дюнні порічки (Allophylus timorensis), морські ранди (Guettarda speciosa), борнейські тики (Intsia bijuga), австралійські шовковиці (Pipturus argenteus), прибережні кордії (Cordia subcordata) та пильчастолисті премни (Premna serratifolia). На узбережжях внутрішніх лагун поширені чагарники сцеволи (Scaevola spp.), приморської суріани (Suriana maritima) та повстистої софори (Sophora tomentosa). На засолених рівнинах зустрічаються чагарники кислуватого пемфіса (Pemphis acidula), а на прісноводних болотах — насадження покрівельних панданів (Pandanus tectorius). У прибережних районах, які піддаються впливу солоних бризок та які часто порушуються штормами, поширені низькотравні луки. Серед трав, що ростуть на прибережних луках регіону, слід відзначити лежачу тріумфетту (Triumfetta procumbens), повзучий тонкохвіст (Lepturus repens), морську айстру (Melanthera biflora), морську вігну (Vigna marina), бур'янну лапортею (Laportea ruderalis) та тропічний фімбрістіліс (Fimbristylis cymosa).
Основними рослинними угрупованнями Маршаллових островів є невисокі мішані широколистяні ліси з закритим лісовим наметом. Серед дерев, що зустрічаються в цих лісах, слід відзначити деревоподібний геліотроп (Heliotropium arboreum), морську ранду (Guettarda speciosa), велику пізонію (Pisonia grandis), покрівельний пандан (Pandanus tectorius), тиморські дюнні порічки (Allophylus timoriensis), прибережну кордію (Cordia subcordata), ліхтарне дерево (Hernandia nymphaeifolia) та звичайну теспезію (Thespesia populnea). Під деревами ростуть розріджені чагарники та трав'янисті рослини, такі як повзучий тонкохвіст (Lepturus repens), тропічна пляжна трава (Thuarea involuta), тропічний фімбрістіліс (Fimbristylis cymosa) та мускусна папороть (Microsorum scolopendria). В лісах, що ростуть на більш вологих південних островах, зустрічається кілька видів епіфітів.
У внутрішніх районах Маршаллових островів зустрічаються майже чисті насадження супротивнолистих охросій (Ochrosia oppositifolia), відносно високих дерев заввишки до 25 м з прямими стовбурами. Густі крони цих дерев створюють густу тінь, тому в їх підліску росте небагато видів. Залишки охросієвих лісів наразі збереглися лише на відносно вологих північних атолах.
Іншим моновидовим угрупованням Маршаллових островів є ліси великої пізонії (Pisonia grandis), які раніше були дуже поширеними і зустрічалися на багатьох островах Індійського та Тихого океанів. Велика пізонія, дерево заввишки до 30 м і діаметром стовбура до 2 м, має гладку світлу кору та м'яку, крихку деревину. Підлісок або трав'яний ярус у пізонієвих лісах дуже рідкісний або відсутній, а земля вкрита товстим коричневим шаром губчастого гумусу, утвореного з напіврозкладеного листя. Пізонієві дерева є улюбленим місцем ночівлі та гніздування кількох видів морських птахів. Послід цих птахів, який накопичується під деревами, з часом формує поклади гуано — твердої, багатої на фосфати речовини, яка масово використовувалася у XIX та на початку XX століть як добриво. Серед інших моновидових угруповань, що зустрічаються на Маршаллових островах, слід відзначити ліси деревоподібних геліотропів (Heliotropium arboreum), приморських суріан (Suriana maritima) та кислуватих пемфісів (Pemphis acidula).
Незважаючи на те, що моновидові лісові угруповання поширені в регіонах з помірним кліматом, вони є незвичайними для тропічних екосистем. Ймовірно, вони трапляються на Маршаллових островах через стресове середовище (солоні бризки, періодичні тайфуни тощо) та низьке видове різноманіття флори атолів. Моновидові ліси великої пізонії наразі є одними з найрідкісніших типів лісів Маршаллових Островів завдяки тому, що ці дерева легко вирубуються, а родючий, багатий на органічні речовини ґрунт ідеально підходить для вирощування кокосових пальм (Cocos nucifera).
Острови Гілберта дуже перенаселені, і великих незайнятих ділянок землі на них майже немає. Ймовірно, раніше на них були поширені вологі тропічні ліси, у яких переважали пізонії (Pisonia spp.), ернандії (Hernandia spp.) та охросії (Ochrosia spp.), однак наразі більша частина рослинності на цих островах представлена культурними рослинами.
На невеликому ізольованому атолі Вейк, розташованому між Маршалловими та Гавайськими островами, зустрічаються три типи рослинності: чагарникові ліси, у яких переважають турнефортії (Tournefortia spp.), прибережні кордії (Cordia subcordata) та великі пізонії (Pisonia grandis), трав'янисті луки, на яких переважають повзучі тонкохвости (Lepturus repens), чистоподібні якірці (Tribulus cistoides) та жовтий портулак (Portulaca lutea), а також чагарникові зарості кислуватих пемфісів (Pemphis acidula), поширені на узбережжях внутрішньої лагуни.
У напіввідкритих лісах з розрідженим чагарниковим ярусом, що росли на центральному плато Науру, раніше переважали волокнистолисті калофіллуми (Calophyllum inophyllum) та тихоокеанські баньяни (Ficus prolixa), а також деякі види терміналій (Terminalia spp.), премн (Premna spp.), геттардій (Guettarda spp.) та гуаяв (Psidium spp.). На невисоких пагорбах, які підіймаються на висоту до 70 м над рівнем моря, домінували ліси прибережної капусти (Scaevola taccada), лісовий намет в яких в середньому був розташований на висоті 16 м над землею. Ліси Науру були майже повністю знищені на початку XX століття, коли люди почали видобувати поклади гуано, накопичені впродовж століть. Подібний процес відбувся й на острові Банаба, розташованому на схід від Науру. Найбагатші залишки природної рослинності Науру зустрічаються серед скель, що відокремлюють центральне плато від прибережних рівнин. Інші рослинні угруповання зустрічаються на вузькій прибережній рівнині, що оточує острів. 
В екорегіоні зустрічається дуже мало ендемічних видів рослин через невеликі площі островів, низьку різноманітність природних середовищ та суворі природні умови. Серед майже ендемічних трав'янистих рослин, що зустрічаються на Маршаллових островах та на деяких інших островах Мікронезії, слід відзначити маршалльські лептуропетіуми (Lepturopetium marshallense) та кринуми Бейкера (Crinum bakeri). Можливо, колись на Науру або Банабі зустрічалися ендемічні види, однак невідомо, скільки унікальних видів було знищено на цих островах внаслідок видобування фосфатів.

## Фауна
На островах екорегіону, зокрема на безлюдних атолах Бокак та Бікар на півночі Маршаллових Островів, зустрічається великі гніздові колонії морських птахів. Серед морських птахів, що гніздяться в екорегіоні, слід відзначити тихоокеанських фрегатів (Fregata minor), білочеревих сул (Sula leucogaster), червононогих сул (Sula sula), клинохвостих буревісників (Ardenna pacifica), червонохвостих фаетонів (Phaethon rubricauda), строкатих крячків (Onychoprion fuscatus), білих крячків (Gygis alba) та бурих крячків (Anous stolidus).
Наземних птахів на островах екорегіону зустрічається дуже мало. Серед наземних птахів, поширених в екорегіоні, слід відзначити тихоокеанських чепур (Egretta sacra) та майже ендемічних мікронезійських пінонів (Ducula oceanica ratakensis), а також новозеландських коелів (Urodynamis taitensis) та аляскинських кульонів (Numenius tahitiensis), які зимують на островах Східної Мікронезії. Ендеміками Науру є рідкісні науруйські очеретянки (Acrocephalus rehsei), популяція яких нараховує близько 5000 особин. Раніше на острові Вейк мешкали ендемічні нелітаючі вакійські пастушки (Hypotaenidia wakensis), однак вони вимерли у період між 1942 та 1945 роками, коли вся популяція птахів була з'їдена японським окупаційним гарнізоном, заблокованим на острові американськими військами.
Місцеві ссавці на островах екорегіону відсутні. Герпетофауна регіону представлена кількома поширеними в Океанії видами сцинків та геконів, такими як океанійський змієокий сцинк (Cryptoblepharus poecilopleurus) та тихоокеанська дтелла (Gehyra insulensis), однак ендемічні плазуни в екорегіоні відсутні. Серед інших тварин, що зустрічаються на островах регіону, слід відзначити кокосових крабів (Birgus latro), найбільших наземних членистоногих світу, поширених на багатьох островах Індо-Тихоокеанського регіону.

## Збереження
Багато островів екорегіону були заселені протягом останніх кількох тисяч років. Тривала історія людського впливу призвела до знищення природного рослинного покриву на цих островах та на заміну його на плантації кокосових пальм (Coco nucifera) або таро (Colocasia esculenta). На деяких островах вирощують цукрову тростину (Saccharum officinarum), а водно-болотні угіддя використовуються для вирощування лікарських та харчових рослин. Невеликі залишки мішаних широколистяних лісів збереглися передусім на навітряних сторонах островів, де їх залишили як захист проти вітрів.
Видобування фосфатів на островах Науру та Банаба призвело до екологічної катастрофи на цих островах. На 80 % поверхні Науру та Банаби відбувалася відкрита розробка родовищ гуано, внаслідок чого більша частина рослинного покриву на них була знищена. Через кілька десятиліть після початку видобування гуано центральна частина  Науру являла собою безплідне плато, над яким підіймалися зубчасті вапнякові пагорби. До 2000 року поклади фосфатів на цих островах були переважно вичерпані.
Значною загрозою для популяцій місцевих птахів є хижацтво з боку інтродукованих малих пацюків (Rattus exulans) та здичавілих котів. Серед інших інтродукованих видів, які загрожують природі регіону, слід відзначити рослини Decalobanthus peltatus та Sphagneticola trilobata, жовту божевільну мураху (Anoplolepis gracilipes) та червоночубого бюльбюля (Pycnonotus cafer).
Деякі острови екорегіону значно постраждали внаслідок використання їх як військових полігонів. На атолах Бікіні та Еніветок США випробовували ядерну зброю: загалом на них було здійснено 66 ядерних вибухів. Острови були значно забруднені радіоактивними елементами. Крім того, атол Кваджалейн, розташований неподалік, продовжує використовуватися як полігон для випробовування ракетної зброї.
Ще однією загрозою для збереження природи регіону є підвищення рівня моря, пов'язане з глобальним потеплінням та таненням льодовиків, оскільки невисокі атоли, які підіймаються на кілька метрів над океаном, дуже вразливі до нього. Підвищення рівня моря на один метр може призвести до затоплення 80 % атола Маджуро, на якому проживає половина населення Маршаллових Островів.
Оцінка 2017 року показала, що 8 км², або 93 % екорегіону, є заповідними територіями. Природоохоронні території включають: Національний природний заповідник атола Вейк, Заповідник атола Бокак та Заповідник атола Бікар.